# Škoda 706 MT
Der Škoda 706 MT war ein Lastkraftwagen des tschechoslowakischen Nutzfahrzeugherstellers LIAZ. Er entstand aus dem Lkw Škoda 706 RT. Ab 1984 wurde er auch unter dem Markennamen Liaz vertrieben.
Die wichtigsten Neuerungen im Vergleich zum Vorgängermodell 706 RT waren der Sechszylinder-Dieselmotor M634 mit 11,94 l Hubraum, Direkteinspritzung und 200 PS Leistung und das synchronisierte Fünfganggetriebe Praga 10 P 80 mit Split-Gruppe (10 Vorwärts- und 2 Rückwärts-Gangstufen). Weiterhin wurde die Belastung des Fahrers durch eine hydraulische Spindel-Servolenkung und Einscheibentrockenkupplung mit hydropneumatischer Unterstützung verringert. Deutlich verbessert wurde im Sinne der Sicherheit auch die Bremsanlage durch eine Druckluft-Zweikreisbremse mit automatisch-lastabhängiger Bremse an der Hinterachse, sowie Motorbremse, Feststellbremse und separatem Notbremssystem. Äußerlich ist der Škoda 706 MT von seinem Vorgänger nur durch die Abdeckung des Kühlwassereinlasses und die Verzierung des Kühlergrills zu unterscheiden.
Der Leiterrahmen des Škoda 706 RT blieb unverändert. Das Fahrerhaus war wieder als Frontlenker ausgeführt. Es war nicht kippbar, der Zugang zum Motor wurde über Klappen hergestellt. Der Motor war im Chassis über der Vorderachse positioniert. Die Hinterachse wurde über eine zweiteilige Kardanwelle angetrieben. Statt des bisherigen Differentials kam diesmal jedoch ein Außenplanetengetriebe zum Einsatz, teilweise wurden die Hinterachsen vom ungarischen Hersteller Rába bezogen. Zum Einsatz kamen blattgefederte Starrachsen mit Hebelstoßdämpfer. Bei einer Fahrzeugmasse von ungefähr 6 bis 7 t je nach Ausführung betrug die zulässige Gesamtmasse ca. 16 t.
Für das Fahrzeug wurden verschiedene Aufbauten hergestellt, für die der Radstand des Chassis angepasst wurde. Weit verbreitet waren Dreiseitenkipper, Pritschenwagen und Sattelzugmaschinen, aber auch Spezialaufbauten wie Müllwagen, Sprengwagen und Löschfahrzeuge. Das Führerhaus für die Pritschenwagen, Zugmaschinen sowie einige Spezialaufbauten war verlängert und hatte vier Sitzplätze. Das Fahrzeug wurde ab 1969 in die DDR importiert.
Abgelöst wurde der Škoda 706 MT durch den LIAZ 100 ab 1977, jedoch wurden Fahrgestelle für Spezialaufbauten noch bis 1987 produziert.